# Ambodibonara (Ambilobe)
Pour les articles homonymes, voir Ambodinonoka.
Ambodibonara est une commune (Kaominina), du nord de Madagascar, dans la province de Diego-Suarez.

## Administration
Ambodibonara est une commune du district d'Ambilobe, située dans la région de Diana, dans la province de Diego-Suarez.

## Économie
La population est majoritairement rurale. On trouve sur le territoire communal des exploitations de café, sucre de canne, de coton, de banane, ainsi que des rizières.

## Démographie
La population est estimée à 6 418 habitants, en 2001.